# Anta da Cerqueira
L'Anta da Cerqueira (« Dolmen de la Clôture ») est un dolmen situé dans la paroisse de Couto de Esteves, sur le territoire de la municipalité de Sever do Vouga (district d'Aveiro, Portugal),. 
Le mot anta est l'équivalent portugais d'« ante » (pilier terminal d'un temple grec ou romain), mais il est aussi employé pour désigner les pierres d'un dolmen ou le dolmen lui-même. Environ 5 000 structures mégalithiques de ce type ont été construites au Néolithique dans l'ouest de la péninsule Ibérique par les successeurs de la culture de la céramique cardiale ou Cardial.
Le dolmen a été classé Immeuble d'intérêt public (Catégorie IIP) en 1990 . C'est le dolmen le plus complet du district d'Aveiro.

## Description
L'Anta, étudié dans les années 1950 et 1980, date d'entre 4000 et 3500 av. J.-C.. Il a été construit au IVe siècle av. J.-C. et se trouve dans une nécropole composée de huit monuments.
La large chambre de ce dolmen à couloir, de forme polygonale, mesure 3,54 m de large sur 3 m de long et est formée de neuf orthostates, recouverts d'une pierre de couronnement plus ou moins circulaire, de 3,76 × 3,26 m de long, avec une épaisseur moyenne de 45 cm. Le couloir d'accès à la chambre, qui comporte encore onze supports, mesure 4,4 m de long. Le tumulus, à l'origine entourée de bordures, est en grande partie préservée. Le chemin vers Cerqueira l'a coupé de telle manière que le passage s'ouvre sur la route. Il est protégé et dispose d'un panneau d'information avec des explications détaillées.
Une pointe de flèche, trois lames de silex, des pierres à moudre et des fragments d'or y ont été trouvés lors des fouilles archéologiques.

## Galerie

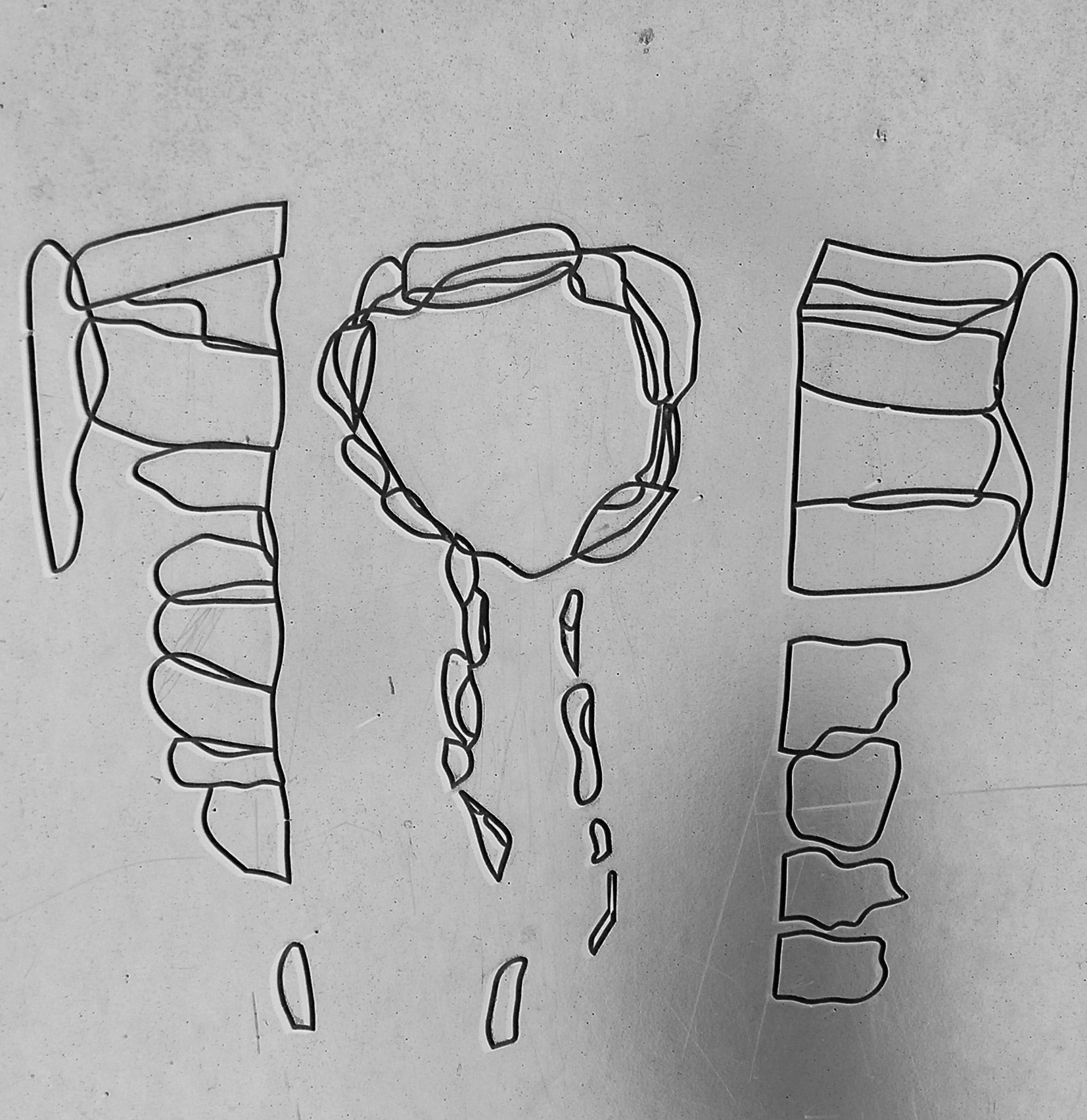
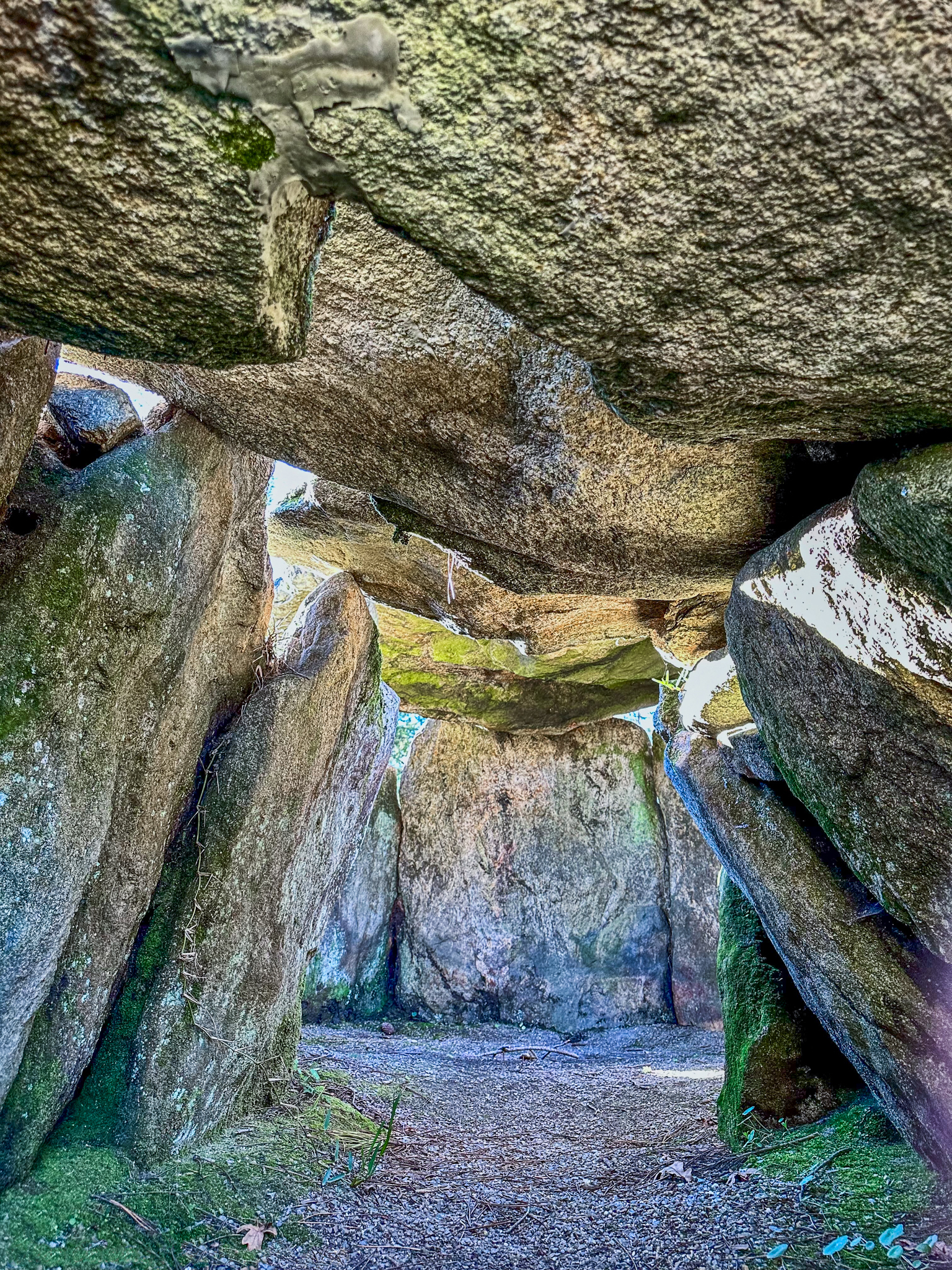